# Anthelephila kippenbergi
Anthelephila kippenbergi là một loài bọ cánh cứng trong họ Anthicidae. Loài này được Uhmann miêu tả khoa học năm 1978.